# ابی ارجگ
ابی ارجگ (انگلیسی: Abby Erceg؛ زادهٔ ۲۰ نوامبر ۱۹۸۹) بازیکن فوتبال اهل نیوزیلند است.
از باشگاه‌هایی که در آن بازی کرده‌است می‌توان به باشگاه فوتبال اسپانیول، وسترن نیویورک فلش، باشگاه فوتبال آدلاید یونایتد، و شیکاگو رد استارز اشاره کرد.
وی همچنین در تیم‌های ملی فوتبال New Zealand women's national under-20 football team و زنان نیوزیلند بازی کرده‌است.